# Ho capito che ti amo
Ho capito che ti amo è una canzone scritta dal cantautore Luigi Tenco, pubblicata nel settembre 1964, come Lato A nel 45 giri Ho capito che ti amo/Io lo so già, con l'arrangiamento di Ezio Leoni, fu inciso per la Jolly dall'autore e fu inserito nell'LP Tenco.
Nell'ottobre dello stesso anno, il brano fu inciso dalla cantante Wilma Goich nel 45 giri Ho capito che ti amo/Era troppo bello/Quando piangi. 
La canzone uscì anche in Giappone ed ebbe un buon successo, fintanto che ne fu creata una versione in giapponese con il titolo Ai no mezame (愛のめざめ? lett. "Risveglio dell'amore") eseguita dalla cantante Yukari Itō.

## Testo e significato
(Luigi Tenco - Ho capito che ti amo)
Il testo può essere letto come una vera e propria fenomenologia dell’amore, così come lo possono provare tutti. 
L'io narrante è di una persona che aveva perduto la speranza d’innamorarsi ancora, e d'improvviso si ritrova coinvolto da un desiderio di cui neppure aveva idea, se ne rende conto gradualmente. Piccoli particolari gli rivelano che l’amore è una cosa semplice: così una serata come un’altra si illumina solo perché ci si avvicina alla persona amata.

## Altre versioni
- 1964, Marino Marini ed il suo quartetto versione registrata nel settembre 1964, come Lato A nel 45 giri Durium Ld A 7389 (data di incisione 25-09-1964).
- 1964, Wilma Goich
- 1965, Roberto Negri
- 1971, Nicola Di Bari nel suo LP Nicola Di Bari canta Luigi Tenco
- 1994, Roberto Vecchioni nell'album tributo Quando... (feat. Stefano Belluzzi)
- 2001, Renato Sellani nell'album Per Luigi Tenco
- 2006, Catherine Deneuve, il brano fa parte della colonna sonora del film Le héros de la famille di Thierry Klifa
- 2018, Yuri Buenaventura con l'Orquesta Sinfónica Nacional de Colombia

versioni in spagnolo
- 1964, Emilio Pericoli con il titolo He sabido que te amaba è aveva raggiunto il primo posto nella Hit Parade in Argentina
- Conjunto Chaney

versioni in giapponese
- Yukari Itō

## Nel cinema
Nel 2006, la canzone fece parte della colonna sonora del film di Thierry Klifa Le héros de la famille. La canzone fu interpretata da Catherine Deneuve e David Moreau.